# Fehér úti Főműhely és metró kocsiszín
A Fehér úti Főműhely és metró kocsiszín (BKV Vasúti Járműjavító Kft.) egy nagy területen elhelyezkedő közlekedéssel kapcsolatos üzemi létesítmény, amely a budapesti Örs vezér tere közelében található.

## Jellemzői
A budapesti városvezetés az épülő az M2-es metróvonal számára 1950-től fokozatosan sajátította ki a területet és hozta létre a létesítményt a Metró Budapesti Földalatti Vasút által üzemeltetett kelet-nyugati metró mellett a BKV (1968-ig FVV) villamosainak tárolására és javítására. Eredetileg a gödöllői HÉV járműveinek tárolása és javítása is a feladatai közé tartozott volna, de később Cinkotán saját üzem épült erre a célra. A korábban a Lóversenytérhez (ma: Kincsem Park) tartozó, mintegy 21 hektáros területen a teljes karbantartóbázis 1975-re készült el. A területen az alábbi létesítmények kaptak helyet: kocsiszín, fődarabjavító, pálya- és alagút-fenntartási épület, központi raktár, ideiglenes raktár, iroda és szociális épület, épületgépészeti főjavító, áramátalakító, VBKM felvonulási épületek, építmény-fenntartási barakk épület, KISZ-klub.
Az üzem napjainkban is használatban van, és az M2-es metró szerelvényei mellett villamosok javítását is ellátja. Vágánykapcsolata van az M2-es, közvetetten az M3-as metróvonalakkal, a Budapest–Záhony-vasútvonallal és azon keresztül a Gödöllői HÉV-vel (az Albertirsai út felé), és a 3-as villamos vonalával (Fehér út felé). A járműtelepi vágányhálózat teljes hossza – a két forgalmi vágány nélkül – 9,4 km.
Érdekesség, hogy az üzem területén számos régi metró- és villamos-szerelvény található.

## Képtár

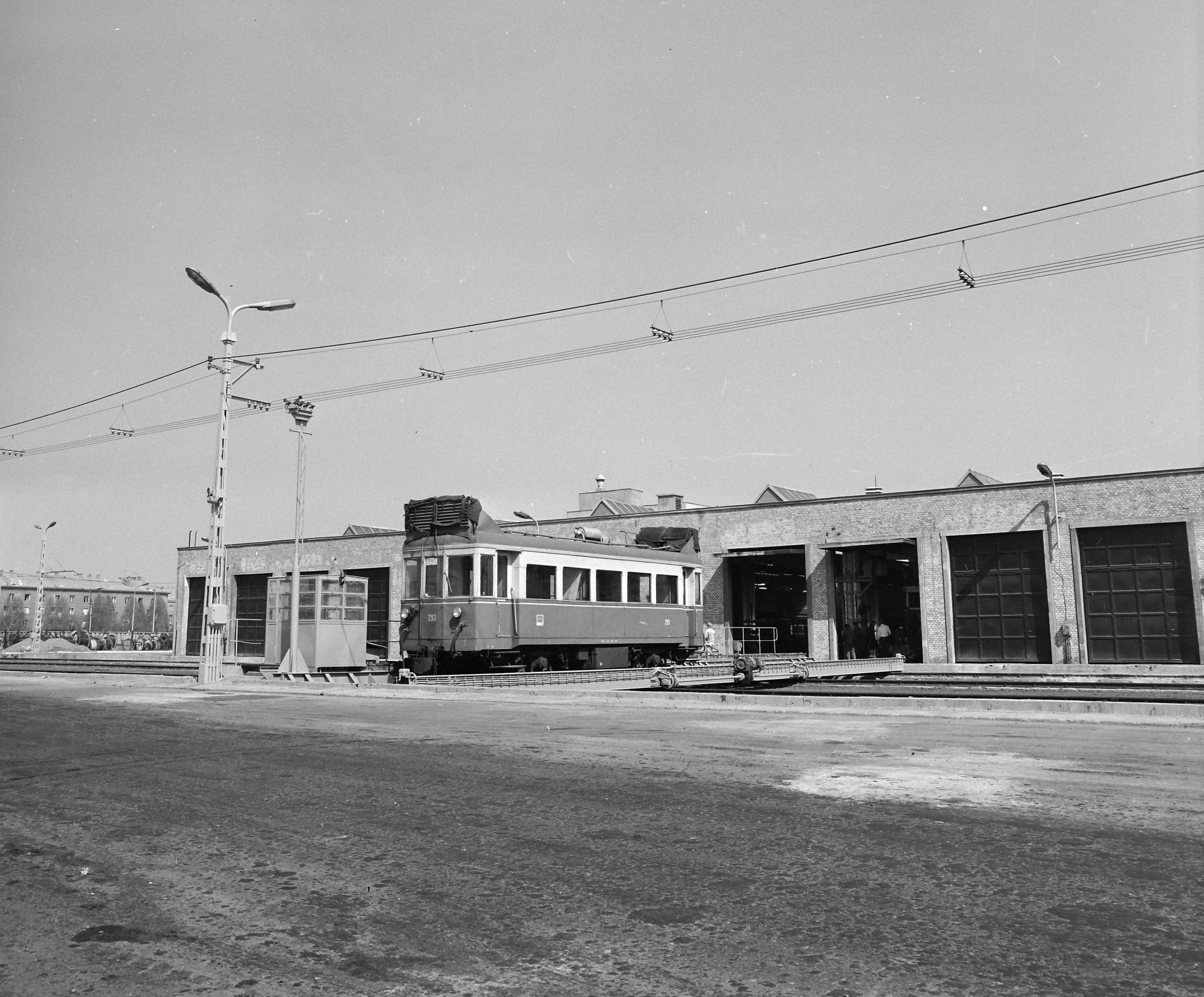
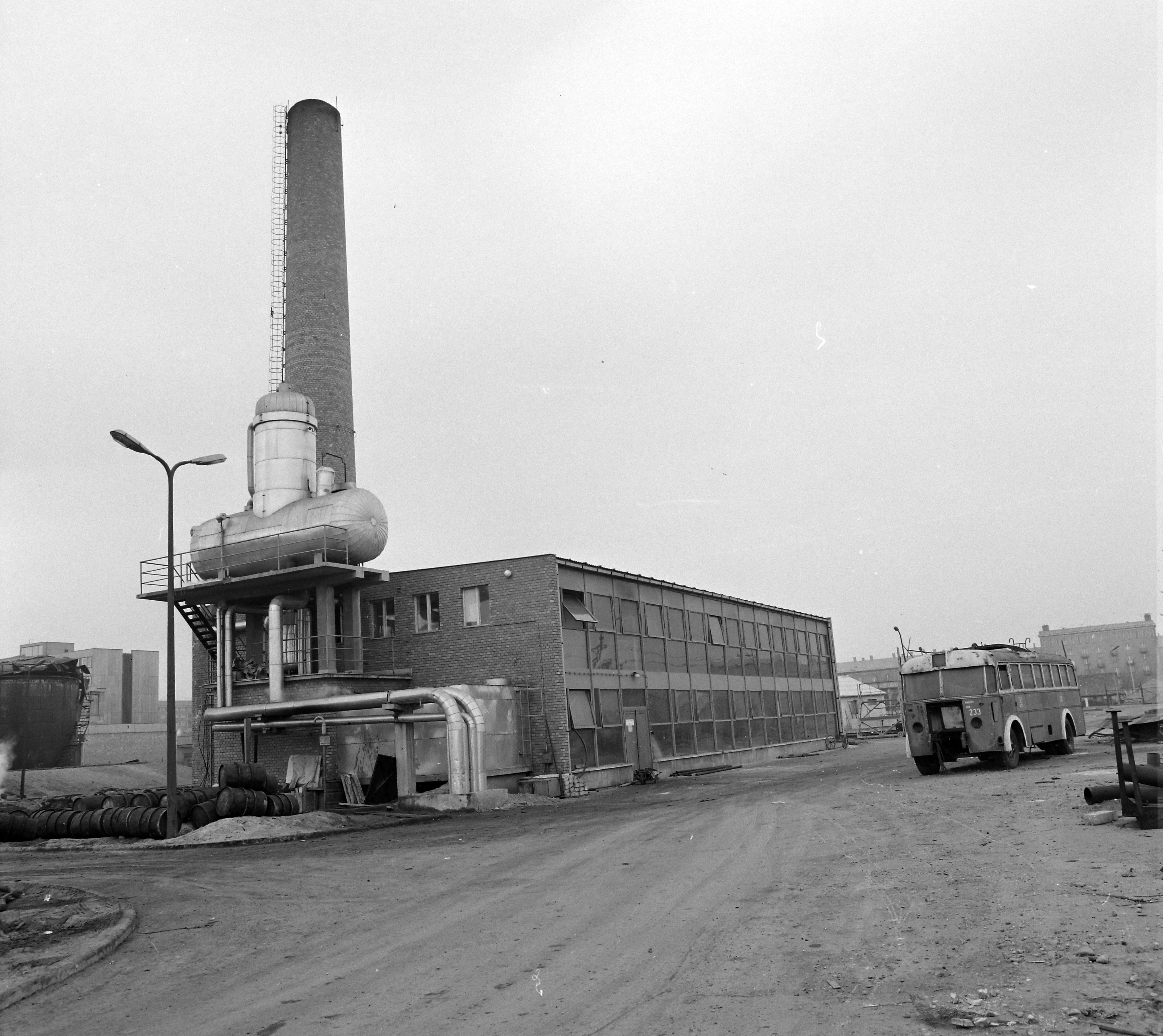
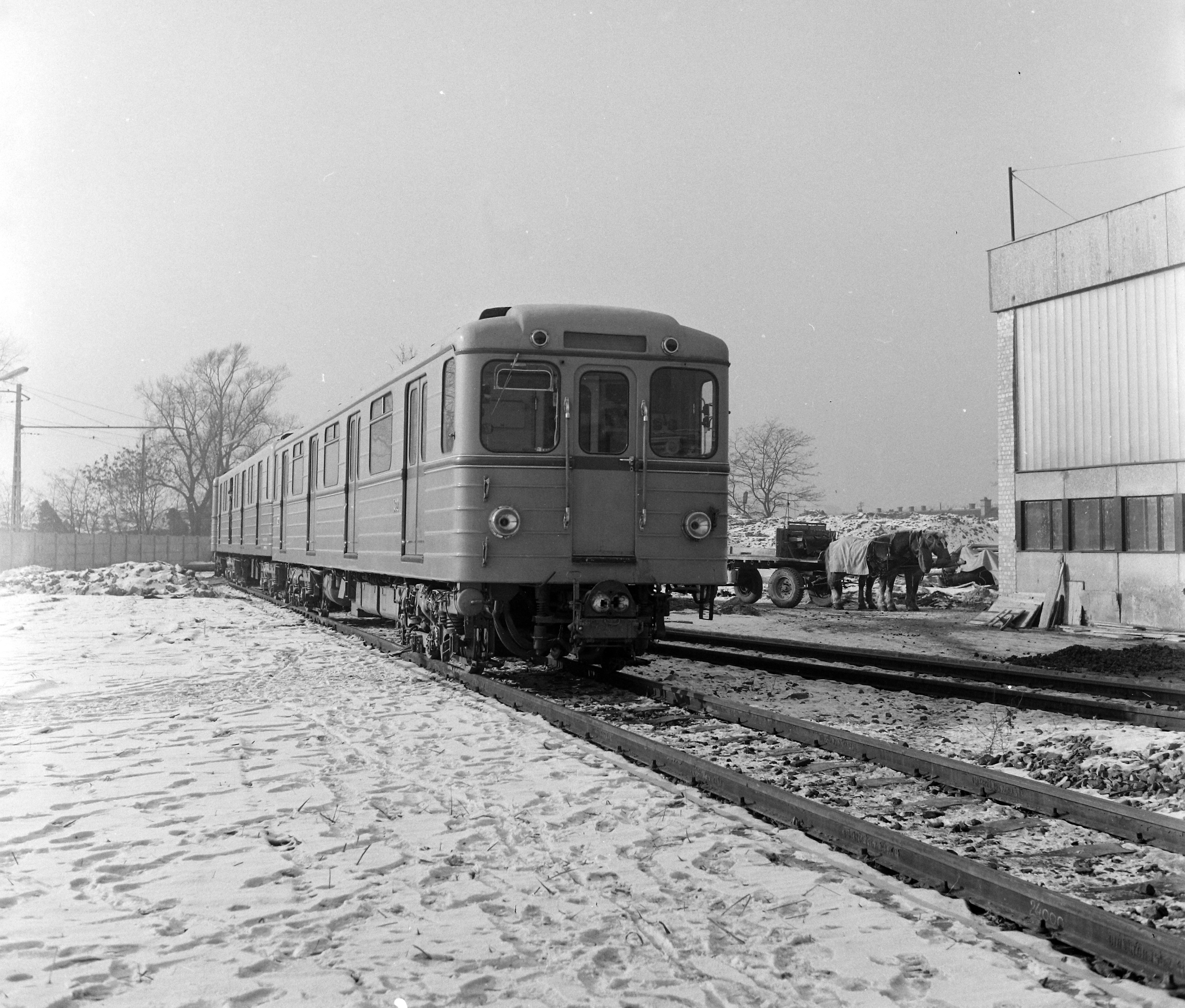
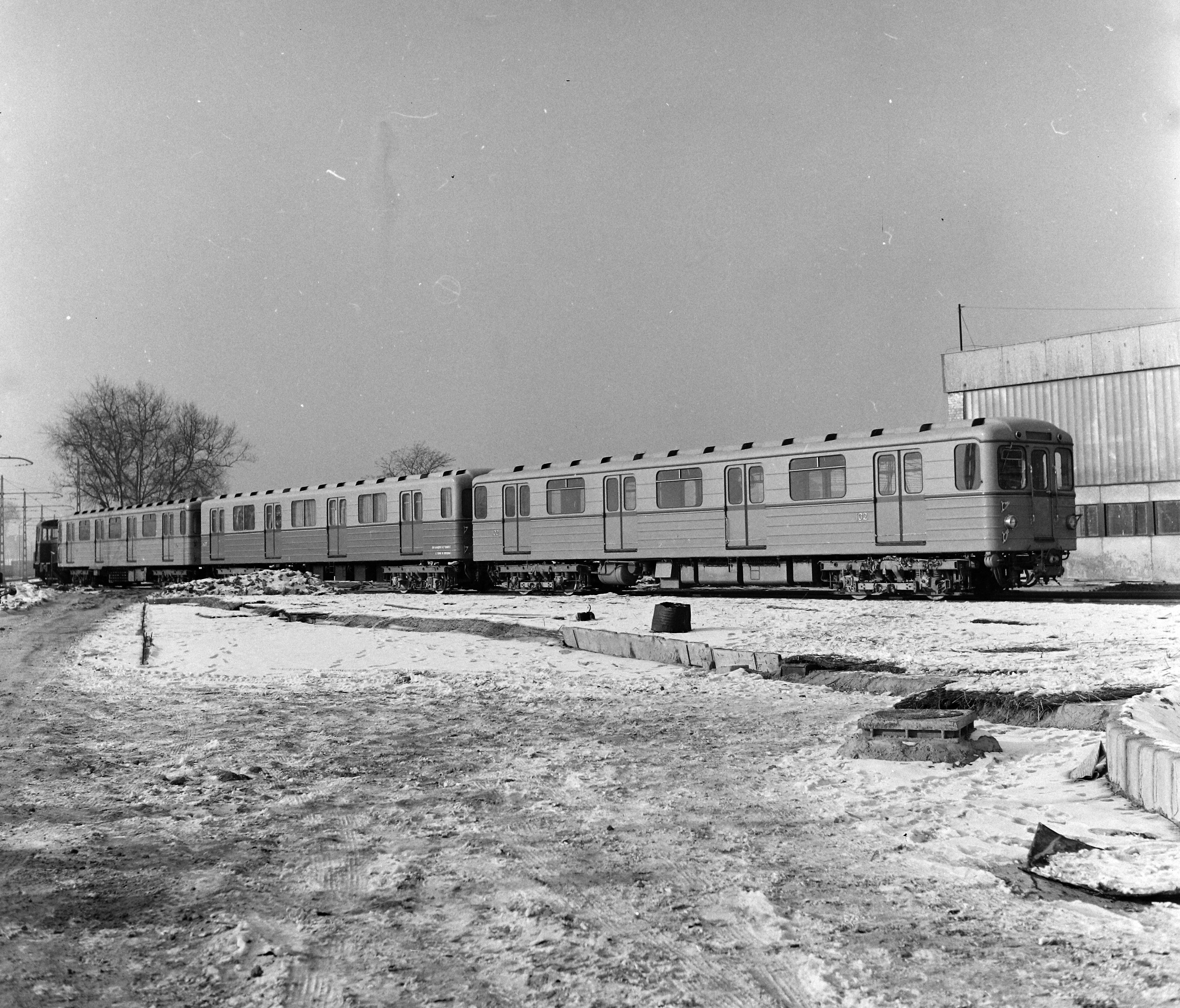
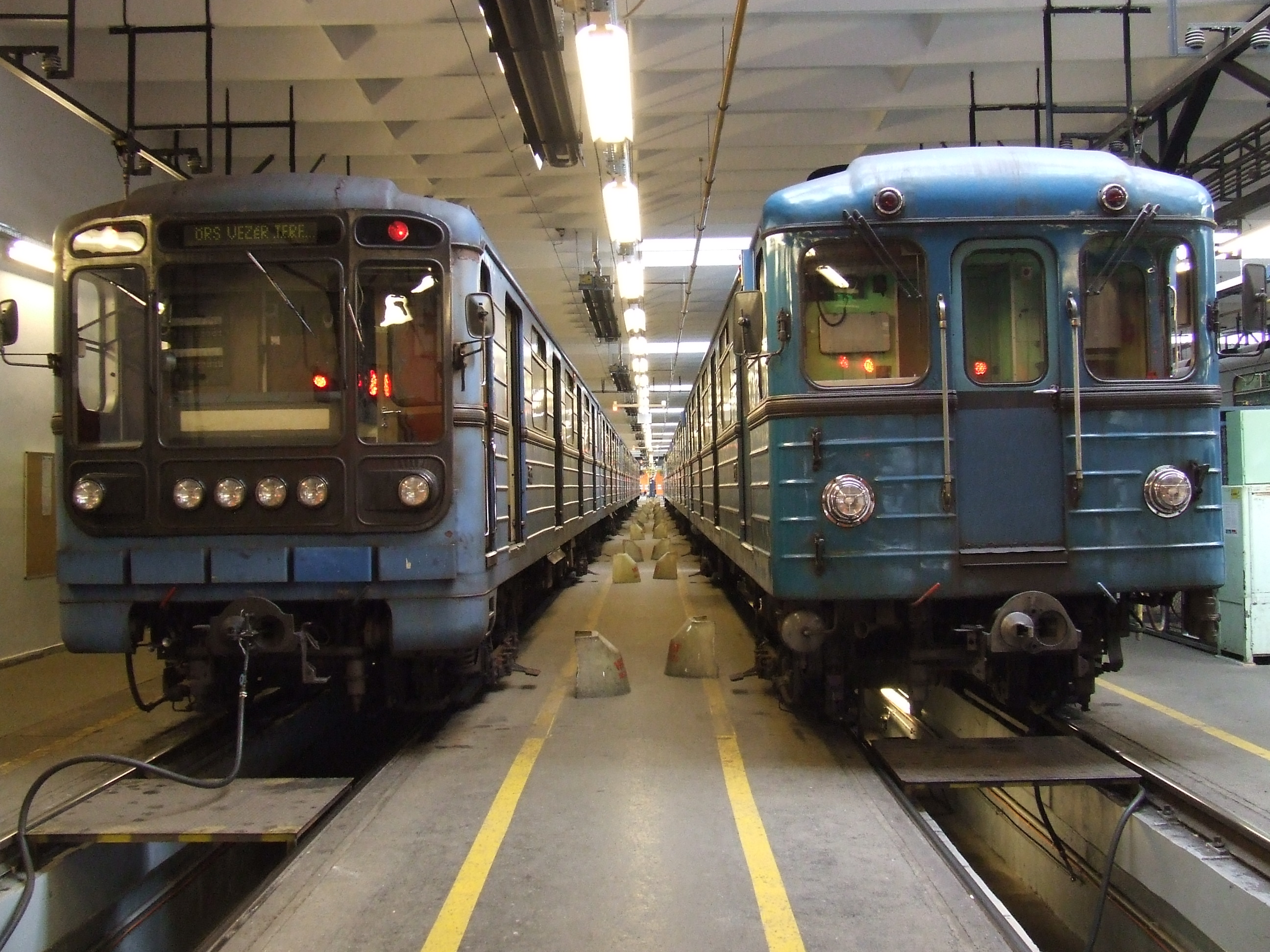
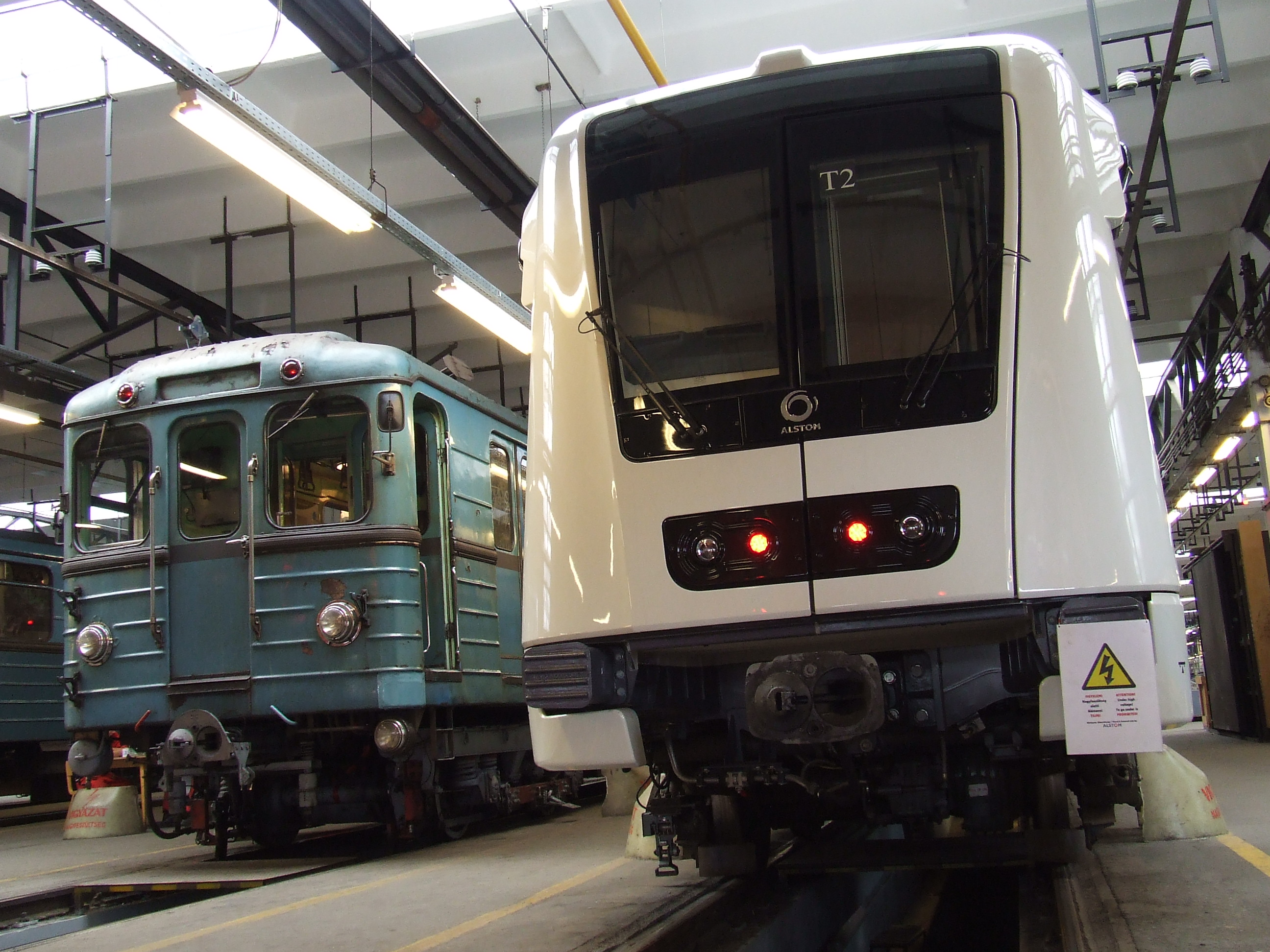
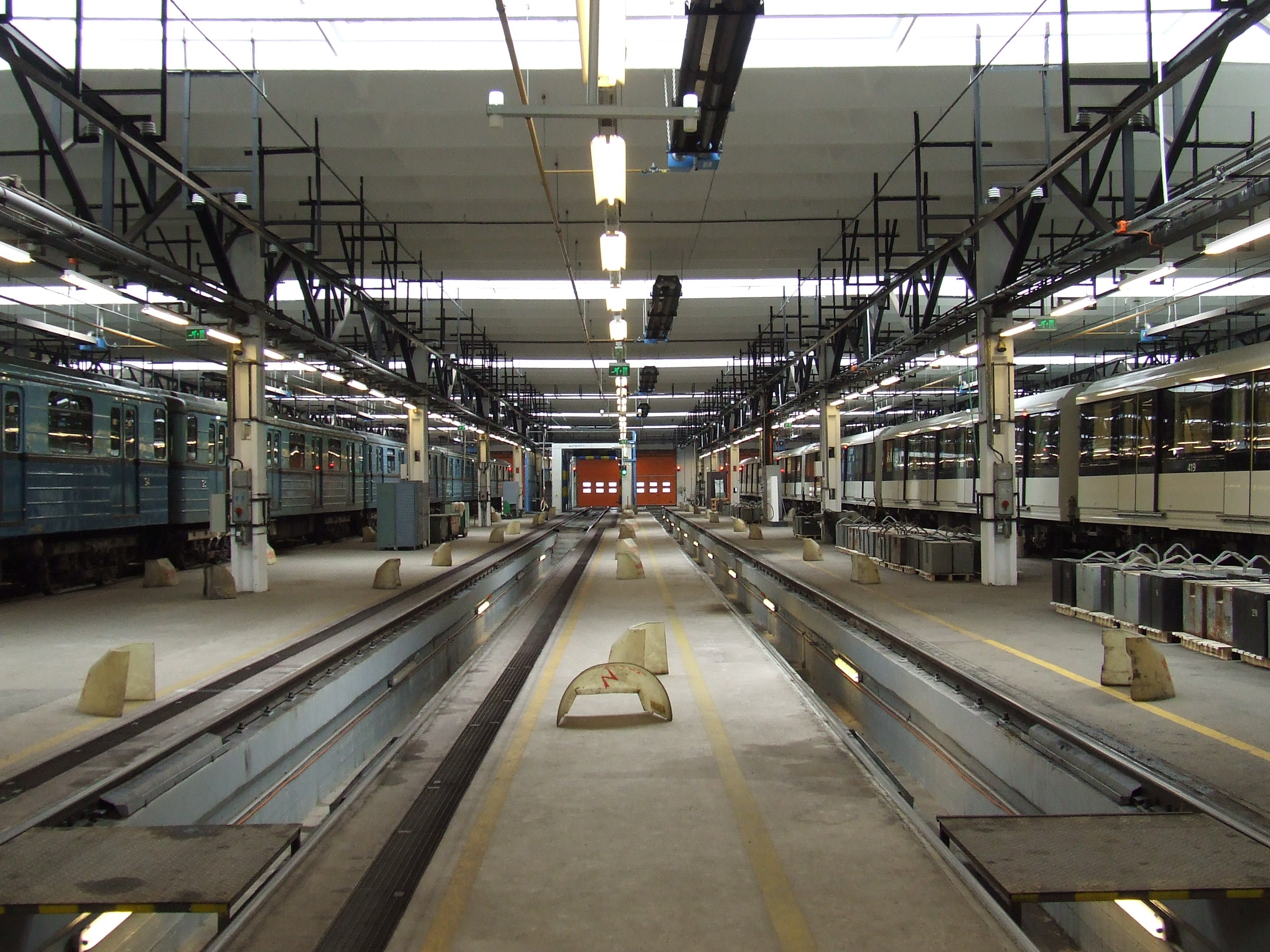
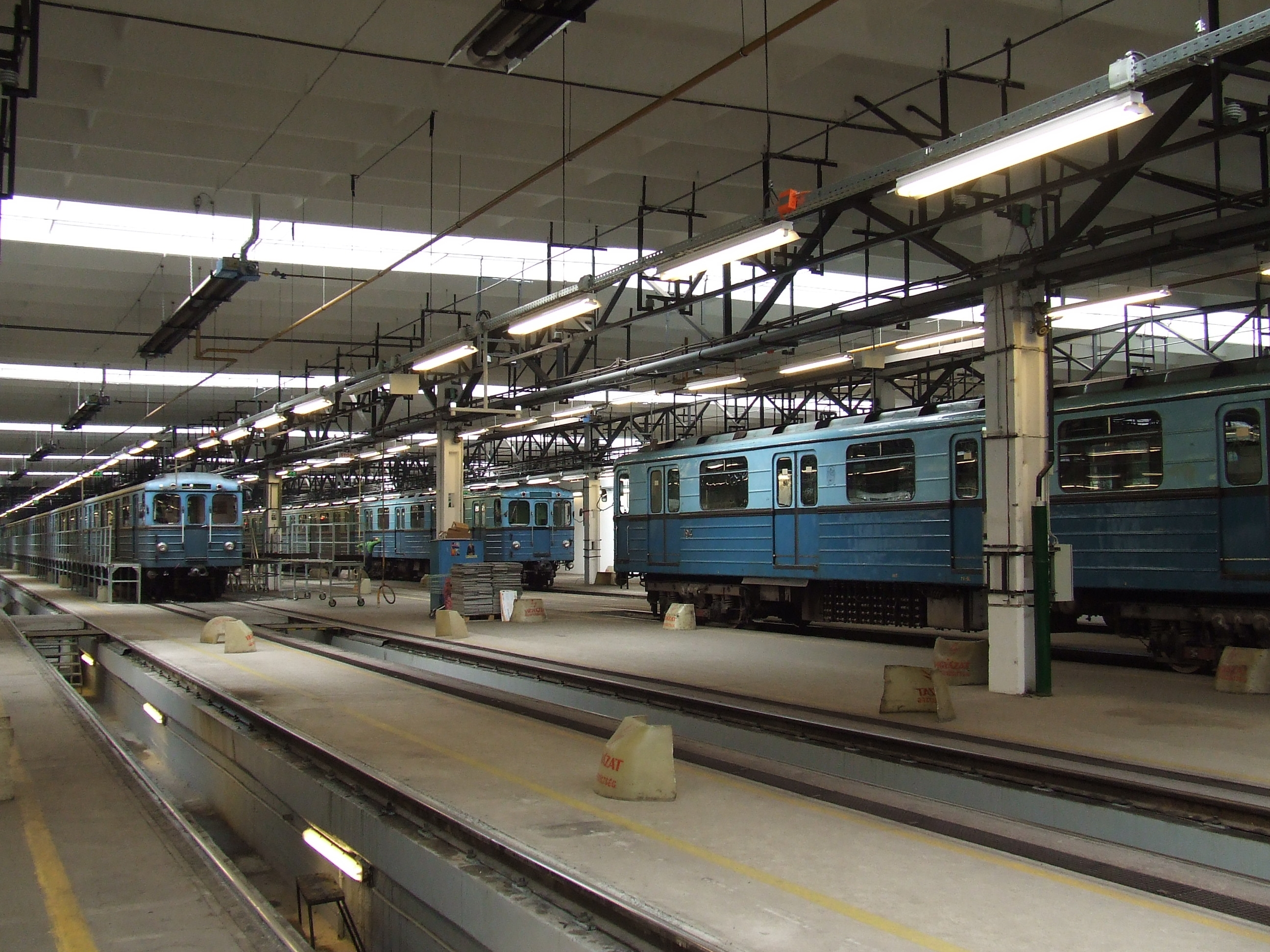